# Макаров (Киевская область)
Мака́ров (укр. Мака́рів) — посёлок, входит в Бучанский район Киевской области Украины.
В состав Макаровского поселкового совета входят также сёла Зуровка, Калиновка и Фасовочка.

## Географическое положение
Расположен на берегу реки Здвиж.

## История
По одной из версий, именно на месте Макарова в XI—XIII находился древнерусский город Здвижень, с которым ассоциируют городище на берегу реки Здвиж.
В XIX веке Макаров был местечком Киевского уезда Киевской губернии.
Здесь имелась еврейская община и оно было центром хасидской макаровской династии, основанной, в свою очередь, чернобыльской хасидской династией.
С 10 января 1932 года здесь началось издание районной газеты.
В ходе Великой Отечественной войны в 1941—1943 годах посёлок был оккупирован немецкими войсками.
В феврале — марте 2022 года, в ходе вторжения России на Украину, посёлок стал ареной боёв между ВС РФ и ВС Украины. В результате посёлок был разрушен на 40 %. В апреле 2022 года россияне отступили из Киевской области.

## Известные уроженцы
В 1651 году в Макарове родился митрополит Димитрий Ростовский.

## Население и религия
- 1864 — 1880 (православных 585, римских католиков 88, евреев 1207).
- 1887 — 3037 (православных 1205, римских католиков 107, евреев 1725).
- 1989 — 12 072[6].
- 2013 — 10 148[7].

## Галерея

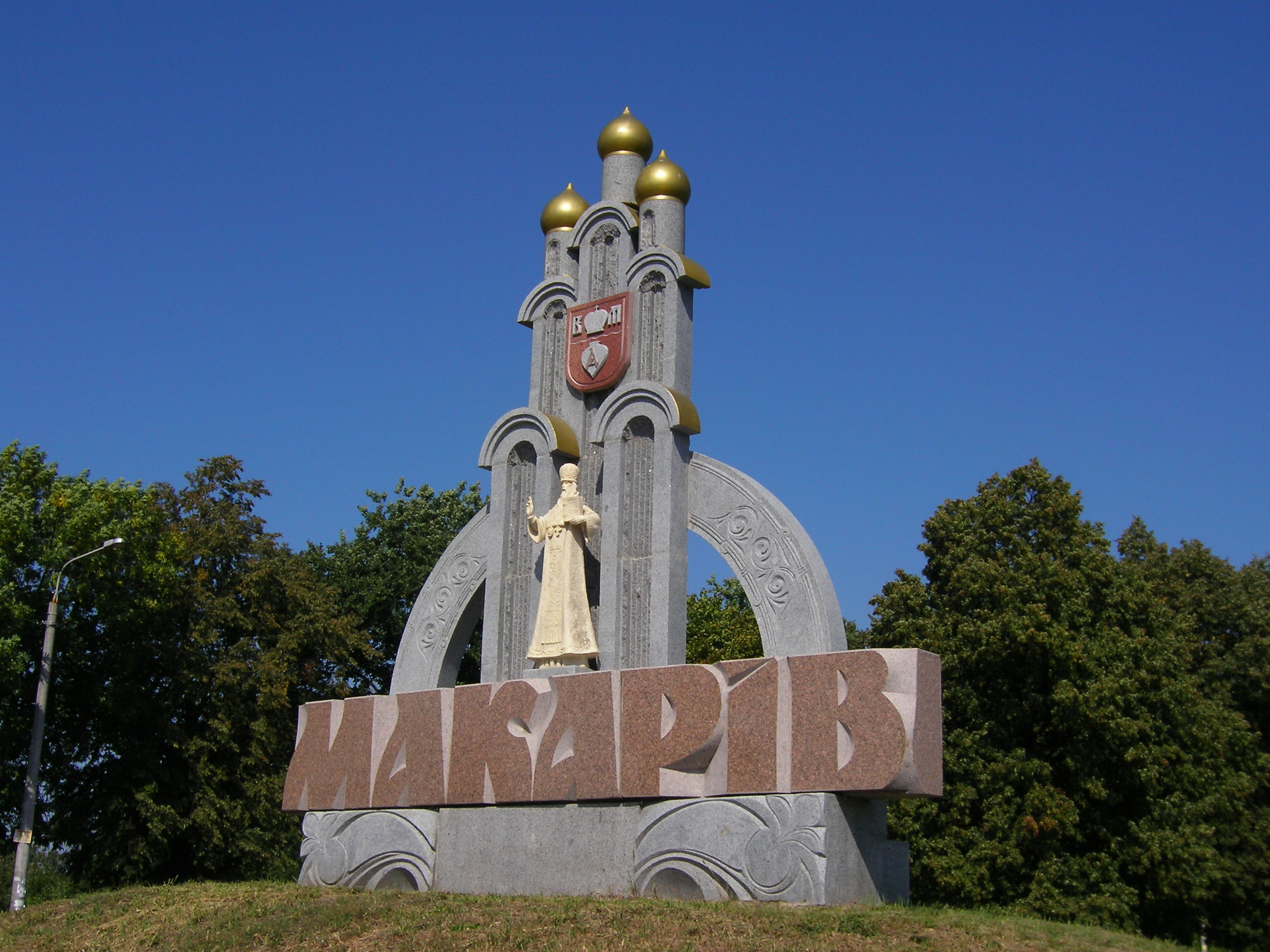
Указатель в с.Калиновка на 51 километре трассы Киев-Чоп
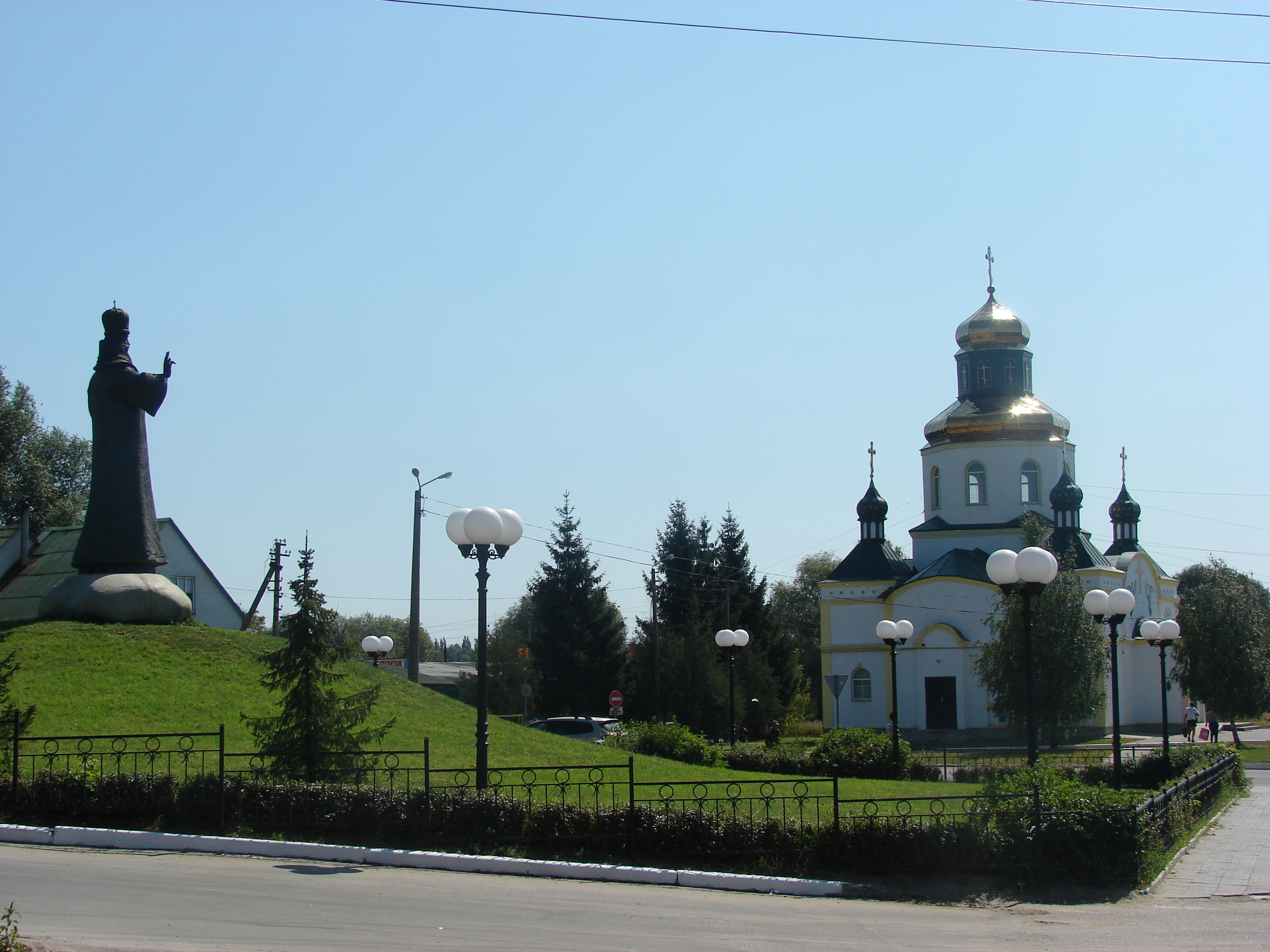
Свято-Дмитриевская церковь и памятник Святому Дмитрию Ростовскому на площади возле автовокзала
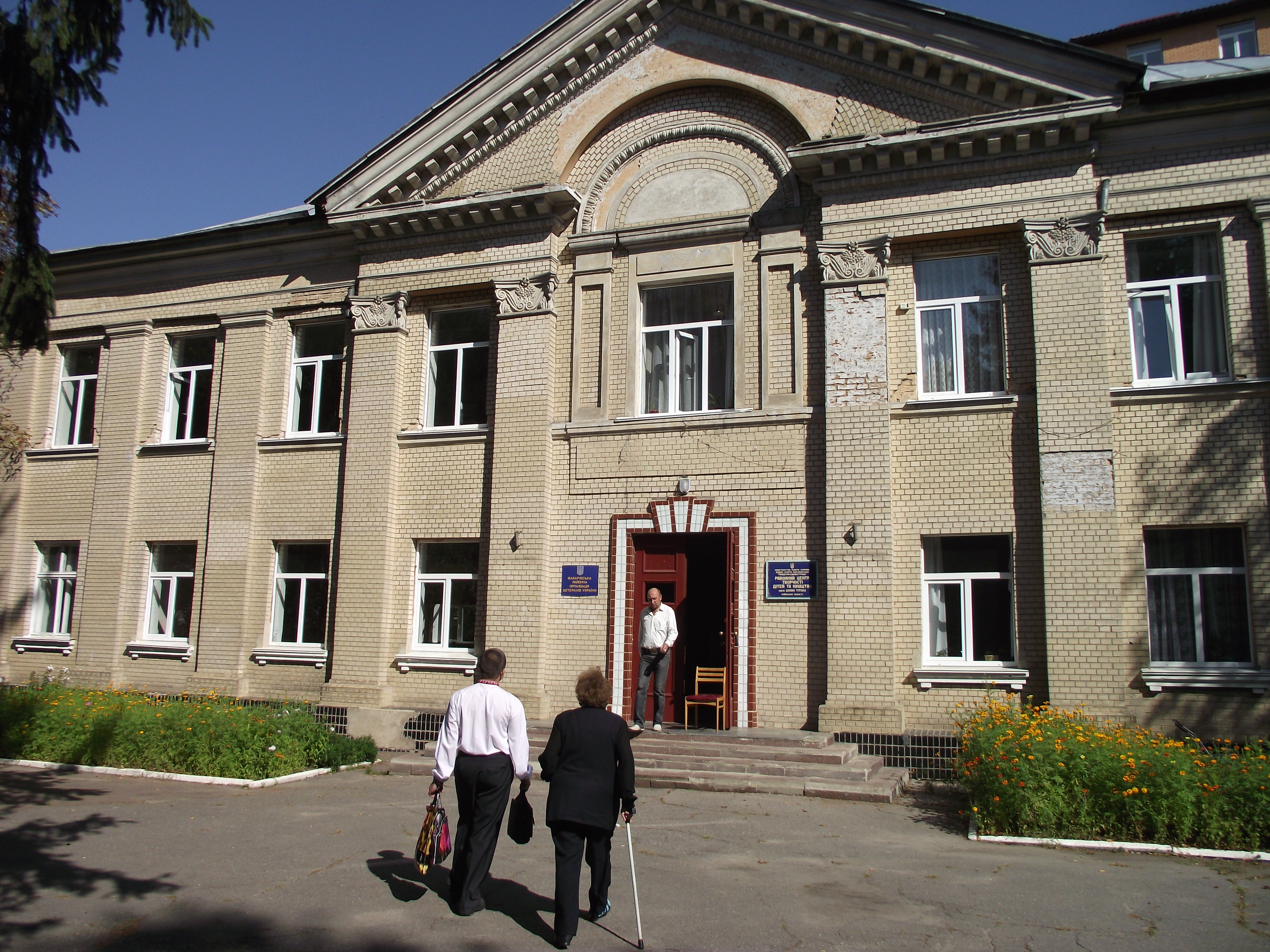
Центр детского и юношеского творчества
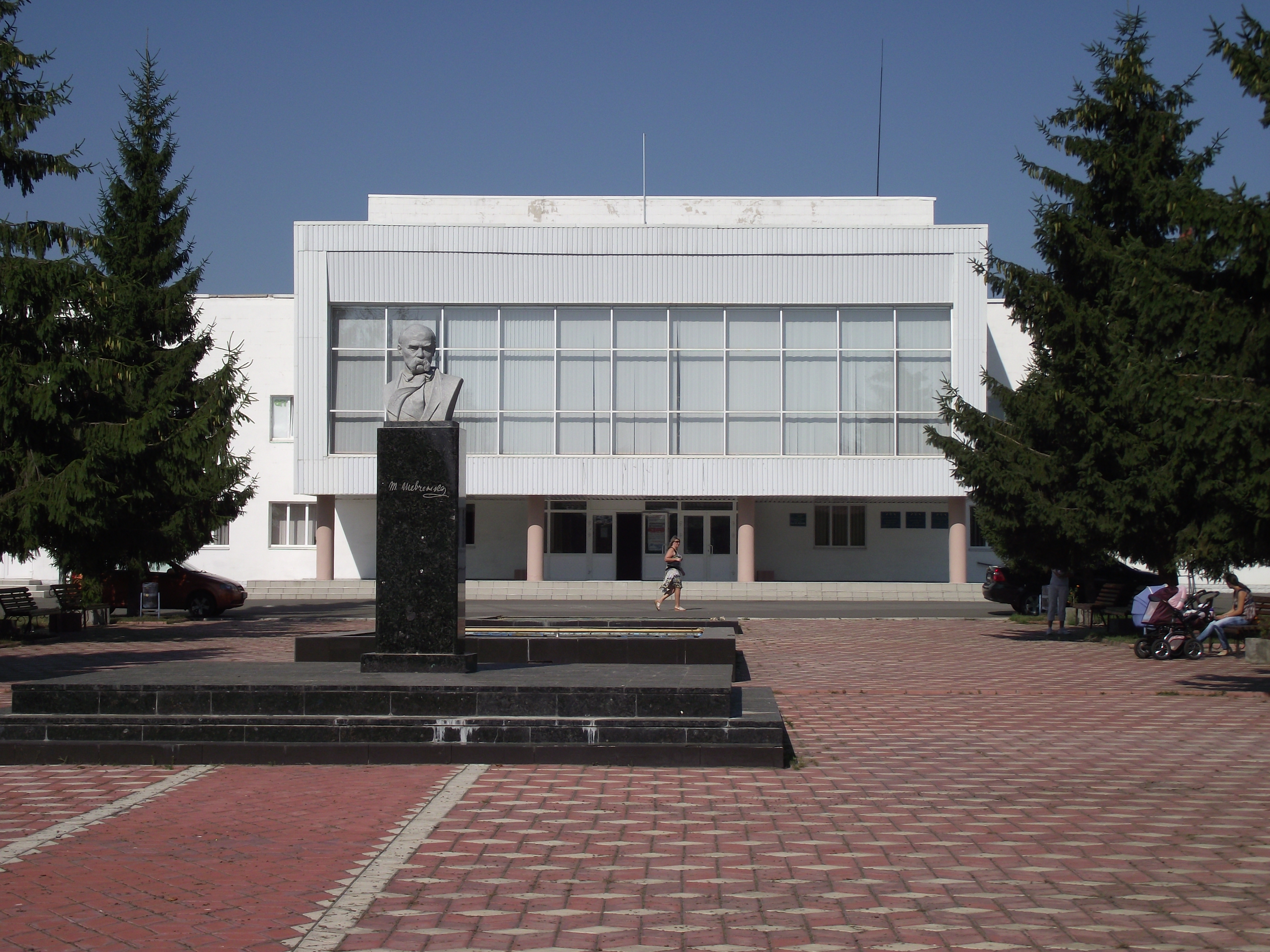
Дом культуры
- Газета «Макаровские вести» № 31 (10623), от 6 августа 2010 года.